# Johann Bauer
Johann Jakob Bauer – rzeźbiarz śląski działający w pierwszej połowie XVIII w. 
Do jego głównych dzieł należą rzeźby prospektu organowego w kościele pw. św. Mikołaja w Brzegu (1725-1730) oraz nieistniejące już dekoracje fontanny, tzw. Studni Neptuna na Nowym Targu we Wrocławiu z 1732.